# クラングフォラム・ウィーン
クラングフォールム・ヴィーン（Klangforum Wien）は、作曲家のベアト・フラーが結成した、オーストリアを拠点とする現代音楽専門の室内オーケストラである。

## 概要
初期は非常にマイナーな存在だったが、クラウディオ・アバドがウィーン・モデルン音楽祭を始めたころから注目され始めた。24人のメンバーから構成され、20世紀の演奏機会が少ない作品の復活を目指している。欧米や日本のコンサートホール、オペラハウスでの2000を超える初演や、70以上のCDリリースは音楽界に新風を吹き込んでいる。ハンス・ツェンダーなどの現代音楽専門の客演指揮者を招聘し、ヘルムート・ラッヘンマンやラ・モンテ・ヤング、ジェームズ・テニーなどの非オーストリア系の世界的に評価の高い作品も頻繁に取り上げている。シルヴァン・カンブルラン、フリードリヒ・チェルハ、ベアト・フラーの3人が名誉会員となっている。